# Guillermo Elvencio Ruiz
Guillermo Elvencio Ruiz alias "Chucho", "Memo" o "Jesús B. Hortúa" (Cali, siglo XX-Bogotá, noviembre de 1985) fue un guerrillero y sociólogo colombiano, miembro de la guerrilla del Movimiento 19 de abril (M-19),

## Biografía

### Militancia en el M-19
Tras terminar una relación amorosa con la guerrillera del M-19 Carmenza Cardona Londoño alias "La Chiqui", quien participó en el Asalto al Cantón Norte, en 1979, Ruiz conoció a la que sería su compañera sentimental y hermana mayor de Alejandro, uno de sus subalternos, quien los presentó. Ruiz comenzó una relación amorosa con Clara Helena Enciso. Ruiz terminó convenciendo a Enciso de enrolarse en las filas de la organización guerrillera donde empezó a hacer labores de logística y le asignaron el alias de "Claudia".

#### Secuestro de Marta Nieves Ochoa
Cuando el M-19 empezó a tratar de secuestrar a miembros prominentes del Cartel de Medellín y sus familiares, Ruiz y otros miembros del M-19 fueron secuestrados por el grupo de sicarios Muerte a Secuestradores (MAS). El MAS fue creado por el jefe del Cartel de Medellín, Pablo Escobar y los hermanos Ochoa, tras el secuestro por parte del M-19 de Marta Nieves Ochoa. Una vez Nieves Ochoa fue dejada en libertad, Ruiz y otros dos guerrilleros del M-19, Pablo Catatumbo y Luis Gabriel Bernal, fueron dejados amarrados y metidos en sacos a la intemperie hasta que la fuerza pública los encontró. Ruiz fue arrestado y metido a prisión. Enciso se dedicó a visitar a su novio en la cárcel.

#### Toma del Palacio de Justicia
Dos años después y ya libre, Ruiz fue escogido por el comandante guerrillero Álvaro Fayad como jefe guerrillero de la toma del Palacio de Justicia. Enciso pidió participar en la operación para estar cerca de Ruiz. Le asignaron labores de comunicaciones, con un radioteléfono y de acompañar a uno de los comandantes guerrilleros de la toma, Andrés Almarales.
La Fiscalía General de la Nación anunció en diciembre de 2024 el hallazgo de sus restos en una fosa común en el Cementerio del Sur en Bogotá.